# Магія (програмування)
В контексті програмування, магія є неофіційним терміном для абстракції; він використовується для опису коду, який виконує складні завдання, але ховає цю складність за простим інтерфейсом. Це дещо жартівливий термін, але з негативним відтінком, який має на увазі те, що справжня поведінка коду не відразу очевидна. Наприклад, поліморфізм типів і механізм замикання в Perl часто називають магічними. Термін передбачає, що приховану складність можна зрозуміти в принципі, на відміну від чорної магії та глибокої магії — термінів, якими називають заплутані методи, які навмисне приховані, або надзвичайно складні для зрозуміння. Дія таких абстракцій описується словом «автомагічно», телескопія слів «автоматично» та «магічно».

## Зноски
1. ↑  black magic. Jargon file. Процитовано 17 червня 2024.
2. ↑  deep magic. Jargon file. Процитовано 17 червня 2024.
3. ↑  automagically. Jargon file. Процитовано 17 червня 2024.